# Русский (Marvel Comics)
Ру́сский (англ. Russian) — суперзлодей, появляющийся в комиксах издательства Marvel Comics. Является одним из врагов Карателя.

## История публикации
Созданный Гартом Эннисом и Стивом Диллоном персонаж впервые появился в The Punisher Vol. 5, #8 (ноябрь 2000 года). Русский был полностью представлен в следующем выпуске, после чего появлялся в каждом последующем выпуске, вплоть до собственной смерти в 11 выпуске. В дальнейшем, персонаж был воскрешён как киборг и был показан в The Punisher Vol. 6, #1-5.
Русский получил собственный профиль в Marvel Encyclopedia #5, All-New Official Handbook of the Marvel Universe #9 и Official Handbook of the Marvel Universe A-Z #9.

## Биография
Самые ранние появления Русского относятся к 1980 году, когда он отдыхал в Афганистане. Впоследствии он путешествовал по миру, ввязываясь в различные конфликты ради развлечения и прибыли. Он, как утверждается, участвовал в конфликтах в Ливане, Ираке, Руанде, Восточном Тиморе, Чечне, на Балканах и в Белфасте, где на спор съел человека. Деятельность Русского привела к тому, что его разыскивали живым или мёртвым правоохранительные органы многих стран, а также преступные организации, в том числе Якудза.
Вскоре Русского находит в Казахстане американский криминальный авторитет Ма Ньюччи, которая предлагает ему десять миллионов долларов за то, чтобы убить Карателя. Русский соглашается на сделку, проникает на российский авиалайнер, отправляющийся в Северную Америку, разбивает его над Канадой и пересекает границу Нью-Йорка, где встречается с Ньюччи. Русского приводят к квартире Карателя и он нападает на вигиланта. Их драка переходит в дом тучного соседа Карателя, мистера Бумпо. Каратель обжигает Русскому лицо горячей пиццей, которой Бумпо обедал, толкает его на пол, а затем бросает на него Бумпо. Русский задыхается и Каратель отрезает ему голову, которую использует, чтобы запугать остатки банды Ма Ньюччи до полной капитуляции.
Затем останки Русского были подобраны генералом Крейгкопфом, который воскрешает его как киборга, используя технологию, украденную у Щ.И.Т. Побочные эффекты экспериментальных гормональных процедур заключаются в том, что у Русского начинает развиваться женская грудь, а также подразумеваемая форма менструации, которая побуждает его начать носить женскую одежду, в том числе на высоких каблуках.
Чтобы проверить возможности Русского, Крейгкопф одобряет его просьбу вернуться в Нью-Йорк, чтобы убить Карателя, которого Русский сбрасывает с Эмпайр-стейт-билдинга. Каратель спасён Человеком-пауком. В ходе последующей схватки Фрэнк использует веб-шутеры нокаутированного Паркера, чтобы сбросить Русского с небоскрёба. Русский проваливается через улицу и пробивает крышу поезда метро, но выживает. Русский отступает к базе Крейгкопфа на острове Гранд Никсон. После восстановления Крейгкопф запрещает Русскому нападать на Карателя и отправляет его на задание в Европу.
Каратель, который следил за Русским, заставляет самолёт врезаться в топливохранилище на острове Гранд-Никсон; Русский выходит из обломков как единственный оставшийся в живых. Крейгкопф приказывает Русскому захватить французский самолёт с ядерной боеголовкой. Каратель убивает Крейгкопфа, садится на самолёт, а за ним — Русский. Каратель бьёт головой в спину Русского, впихивает ему пистолет в рот, а затем цепляет за атомную бомбу, которую Каратель сбрасывает на Гранд-Никсон. Остров и все преступники на нём уничтожены, как и Русский, последние слова которого: «До свиданья, Большой мальчик! Русский действительно должен передать это вам!».

## Силы и способности
В своей первой сюжетной линии Русский обладал огромной силой и высоким болевым порогом: он единолично вырезал команду Сила Браво, непреднамеренно сокрушил человека дружеским жестом, разорвал на части пистолет, и не испытывал особого дискомфорта от того, что его ударили ногой в пах, закололи в желудок и ударили стулом. Кроме того, он может выжить после падения самолёта и многократных выстрелов в голову. Несмотря на всё перечисленное, Русский был чувствителен к высоким температурам. Когда генерал Крейгкопф воскрешал Русского, последний получил обновлённое тело, усиленное сверхпрочным пластиком и адамантием, с большей частью органов, взятых у животных, а также с обонятельными сенсорами, которые повысили обоняние воскрешённого Русского.

## Одержимость американской культурой
В первых комических выступлениях у Русского проявилась одержимость американской поп-культурой. Его первые мысли о том, что ему предлагается 10 миллионов долларов, чтобы убить Карателя, были осознанием того, сколько пар Леви и компакт-дисков он мог бы купить с этой суммой. Русский также является самопровозглашённым фанатом супергероев. Он является президентом фан-клуба «Сорвиголова, человек без страха» в Смоленске, Помимо этого, Русский также хотел получить автографы от Людей Икс, Фантастической четвёрки и Человека-паука. Также Русский полагает, что Тор стал бы хорошим коммунистом из-за большого молота последнего.

## Другие версии

### Marvel MAX
Одна из последовательностей флэшбэка в The Punisher Vol. 7, № 75 изображает Карателя, сражающегося с Русским, который пытается сломать ему спину. Обстоятельства битвы, а также то, как она закончилась, не раскрываются.

### Marvel Noir
В комиксе Punisher: Noir Русский, как солдат, является независимым наёмником, который после Первой мировой войны отправляется за Фрэнсисом Кастильоне, который на паровозе отправляется в Англию. Наступает драка, переходящая в начало поезда, где Фрэнк засовывает гранату в промежность штанов Русского и сталкивает последнего с поезда. Годы спустя, Русский, теперь идентифицирующий себя как женщина из-за того, что при взрыве гранаты в штанах потерял свой половой орган, помогает Джигсо и Барракуде убить Карателя по воле Голландца Шульца.
Сын Фрэнка, Фрэнсис Кастильоне-младший, став новым Карателем, обнаруживает связь Русского со смертью своего отца после обнаружения и убийства Барракуды и Джигсо. Каратель сталкивается с Русским в Бронкском зоопарке и их борьба приводит их на выставку рептилий, где Русского мучают аллигаторы. Несмотря на потерю руки, Русский продолжает пытаться атаковать Карателя, который стреляет в него, опустошая два полностью заряженных орудия. Затем Фрэнк-младший ставит сцену, чтобы выглядело всё так, как будто Русский был Карателем с самого начала.

## Вне комиксов

### Фильмы
Русский появился в фильме 2004 года «Каратель», изображаемый Кевином Нэшем. Он не имеет экранного диалога и отправляется боссом мафии Говардом Сейнтом, чтобы избавиться от Карателя. Преодолевая всё на своём пути, Русский избивает Карателя почти до смерти голыми руками. Фрэнк, отбиваясь, использует всевозможные предметы. Каратель берёт верх, когда бросает в лицо Русскому кастрюлю с варившимися спагетти и, собрав последние силы, выталкивает его с лестницы. Русский при падении ломает шею, а Кастл падает обессиленным. Русский также появляется в фильме Дэдпул и Росомаха, где его сыграл Билли Клементс. Там он является частью армии Кассандры Новы, и принимает участие в сражении против Дэдпула и его союзников, в ходе которого был убит Гамбитом.

### Телевидение
Русский появляется в пятом эпизоде второго сезона сериала «Каратель», где его роль исполнил боец Кит Джардин. В сериале он является не наёмником, а инфорсером русской мафии. Был убит Карателем «блином» от штанги.

### Видеоигры
Русский появляется в видеоигре The Punisher, озвучен Дэррилом Курило (англ. Darryl Kurylo). Он работает на генерала Крейгкопфа, имеет связи (большинство из них относятся к его любимым супергероям). Русский сражался дважды как босс, второе сражение заканчивалось тем, что он был взорван ядерным устройством, которое было незаконно ввезено на остров Гранд-Никсон.